# Fridolin Sicher
Fridolin Sicher, né à Bischofszell le 6 mars 1490 et mort le 13 juin 1546 est un organiste et compositeur suisse.

## Biographie
Il fit son apprentissage à Constance auprès de l'organiste de la cathédrale, Martin Vogelmair. Il retourna à Constance se perfectionner auprès de Hans Buchner, il a été organiste de l'église collégiale de Saint-Gall. 
Il a composé une tablature d'orgue (1503-1531) comprenant 176 pièces.